# Œconomia regni animalis
Œconomia regni animalis (Économie du règne animal) est un ouvrage de philosophie naturelle en deux volumes d'Emanuel Swedenborg publié à Amsterdam entre 1740 et 1741. Il contient un important développement sur le sang et le système cardiaque ainsi que sur le développement fœtal.
Swedenborg expose une étude avancée sur le cortex cérébral comme siège des centres des fonctions psychiques, la localisation des centres sensoriels et moteurs, le contrôle du mouvement automatique par la moelle épinière, la fonction des glandes à sécrétion interne, etc.